# مارسيلو جيل
مارسيلو جيل هو كاتب أغاني وملحن برازيلي، ولد في 12 مارس 1976 في ريو دي جانيرو في البرازيل.